# 知英
カン・ジヨン（韓: 강지영、1994年1月18日 - ）は、韓国出身の女優、歌手。女性アイドルグループ・KARAのメンバー。本貫は晋州姜氏。日本での芸名は知英、JY（강지영/姜知英）。elrise所属。身長：167cm、スリーサイズ：B84cm-W59cm-H88cm。

## 略歴
2008年、ハラと共にKARAに加入。同年7月に『Rock U』でデビュー。
2012年、テレビ東京の日韓合作ドラマ『恋するメゾン。〜Rainbow Rose〜』でドラマ初主演。
2014年4月、DSPメディアとの専属契約満了によりKARAを脱退し、4か月間イギリスへ滞在。同年8月に帰国すると同時にスウィートパワーに所属し、「知英（ジヨン）」名義で日本を中心に女優として活動を開始。同年10月からの日本テレビの連続ドラマ『地獄先生ぬ〜べ〜』にWヒロインの一人である雪女のゆきめ役で出演。ファッション雑誌『non-no』のレギュラーモデルにも起用される。
2015年3月公開の映画『暗殺教室』で映画初出演。原作の人気キャラクターであるセクシーな凄腕暗殺者、イリーナ・イェラビッチを演じる。同年4月から初のラジオレギュラー番組『知英の季節』(TOKYO FM) でパーソナリティを務める。同年10月公開のネットシネマ『そちらの空は、どんな空ですか？』で映画初主演。
2016年、自身も出演するドラマ『ヒガンバナ〜警視庁捜査七課〜』で主題歌とオープニングテーマを担当、「JY」名義で歌手活動を再開。同年9月、ミュージカル『スウィート・チャリティ』で舞台初主演。
2019年12月、韓国でも5年ぶりに活動を再開させ、韓国の芸能事務所キーイーストに所属する。
2021年3月、日本の芸能事務所「スウィートパワー」との業務契約を解消。新型コロナウイルス感染症の世界的流行を受けて来日する機会が中々作れないため、韓国での活動に主軸を置くことを発表した。
2022年4月、韓国の芸能事務所「elrise」に所属。
2024年11月1日、日本の芸能事務所「スウィートパワーインターナショナル」に所属したことが発表された。

## 人物
- 2014年にKARAを一度脱退するまでは、メンバー内最年少だったため、他メンバーから「マンネ（末っ子）」と呼ばれ可愛がられていた。実際の家族の中でも三姉妹の末っ子である。自身の脱退直後に加入し、再始動後活動を共にすることとなったホ・ヨンジは生年は同じだが誕生日が7か月遅い8月30日であるため、厳密には最年少と言えなくなったが、「最年少が2人」いる状態で活動することにしたという。
- テレビ番組の進行について責任感が強く、バラエティ番組でカエルを素手で捕まえたり、動く生エビの寿司を戸惑いながらも食べたりすることができる。
- 食に関心があり、初めて覚えた日本語は「佐賀牛」。日本の好きな食べ物はカレー。苦味にかなり強い。また、韓国内でのドラマの収録中は実母が用意した弁当を食べる。日本の撮影では控室に業者の弁当が用意されるが、韓国にはない仕組みのためいつも嬉しいという。
- 語学が堪能で英語、日本語も話せる。日本語の勉強で映画やドラマを多数見ていたため日本の作品にも詳しい。ファースト写真集「知英物語」では難しい漢字を使用したファンに向けた手書きのメッセージを掲載している。特技は日本語の早口言葉。自身がパーソナリティを務めるラジオ番組では難しい早口言葉を披露した。現在は北京語の勉強も始めており、初の主演映画『そちらの空は、どんな空ですか?』では北京語、広東語、日本語、韓国語の4言語での演技に挑戦した。
- 好きなスポーツはボクシングや乗馬などで、体を動かすことを得意としている。
- ニックネームは「知英ぴょん」。KARA時代は「ジャイアントベイビー」であったが、出演するラジオでニックネームを募集。響きがかわいく言いやすいところを気に入り、本人が選んで決めた[16]。
- K-POPの男性アイドルから人気が高い。本人は嵐の松本潤のファンである[17][18]。

## 出演

### テレビドラマ
- 恋するメゾン。〜Rainbow Rose〜（2012年4月13日 - 6月29日、テレビ東京） - 主演 ・ ハン・ユリ 役[2]
- 地獄先生ぬ〜べ〜（2014年10月11日 - 12月13日、日本テレビ） - ゆきめ 役[4]
- ヒガンバナ〜女たちの犯罪ファイル（2014年10月24日、日本テレビ） - 長見薫子 役[19]
  - ヒガンバナ〜警視庁捜査七課〜（2016年1月13日 - 3月16日）
- 民王（2015年7月24日 - 9月18日、テレビ朝日） - 村野エリカ 役[20]
  - 民王スペシャル〜新たなる陰謀〜（2016年4月15日）
- 好きな人がいること 最終話（2016年9月19日、フジテレビ） - 吉岡純 役[21]
- 特命指揮官 郷間彩香（2016年10月22日、フジテレビ） - ソニア 役[22]
- ドクターX〜外科医・大門未知子〜 Season4 第7話（2016年11月24日、テレビ朝日） - 七瀬由香 役[23][24]
- 大阪環状線 ひと駅ごとの愛物語 Part2 第1話「優しい追跡者」（2017年1月17日、関西テレビ） - 主演・ジヒョン 役[25]
- オーファン・ブラック〜七つの遺伝子〜（2017年12月2日 - 2018年1月27日、東海テレビ・フジテレビ系） - 主演・青山沙羅/椎名真緒子/オク・ヨンエ/吉川理華/小田切泉/エレナ/黒崎裕香 役（1人7役）[26]
- 家売るオンナの逆襲 第5話（2019年2月6日、日本テレビ） - 宮寺奈々 役[27]
- 連続ドラマW そして、生きる（2019年8月4日 - 9月8日、WOWOWプライム） - ハン・ユリ 役[28]
- 夜食男女（2020年5月25日 - 6月30日、JTBC） - 主演 ・ キム・アジン 役
- 君の夜になってあげる 第8話 （2022年1月2日、SBS） - ニナ 役
- 医師チャ・ジョンスク （2023年4月30日 - 5月21日、JTBC） - ユ・ジソン 役

### 映画
- 暗殺教室（2015年3月21日、東宝） - イリーナ・イェラビッチ 役[6]
  - 暗殺教室〜卒業編〜（2016年3月25日）
- 全員、片想い「片想いスパイラル」（2016年7月2日、東映） - 主演・ソヨン 役[29][30]
- レオン（2018年2月24日、ファントム・フィルム） - 主演・小鳥遊玲音 役[31]
- 私の人生なのに（2018年7月14日） - 主演 ・金城瑞穂 役[32]
- 日米合作映画 「殺る女」（2018年10月27日）- 主演 ・愛子 役[33]
- 東京喰種 トーキョーグール【Ｓ】（2019年7月19日）- イトリ 役[34]
- そして、生きる（2019年9月27日）- ハン・ユリ 役
- どすこい!すけひら（2019年11月1日）- 主演・助平綾音 役[35]
- 大綱引の恋（2021年5月7日）- ヒロイン・ヨ・ジヒョン 役[36]

### ネットシネマ
- そちらの空は、どんな空ですか（2015年10月、ネスレシアター on YouTube） - 主演・エナ 役[8]
- Life is ...（2016年6月、ネスレシアター on YouTube）- 主演・ユナ 役
- 星に願いを 第2話 「運命と出会うまでの1週間」（2018年1月、ネスレシアター on YouTube）- 主演・姫乃 役[37]

### 劇場アニメ
- 名探偵コナン 業火の向日葵（2015年4月18日、東宝） - 美術館キャスト 役[38]
- DCスーパーヒーローズvs鷹の爪団（2017年10月21日） - ハーレイ・クイン 役[39]

### 番組
- 青春不敗2（KBS、2011年11月12日 - 2012年11月17日）[40]
- PON!（日本テレビ、2014年10月10日、2015年9月30日、2016年2月10日・3月16日）
- トリックハンター（日本テレビ、2014年10月22日、2015年4月22日・12月23日）
- 世界一受けたい授業（日本テレビ、2014年11月8日）
- VS嵐（フジテレビ、2015年3月19日、2016年3月24日、2019年7月18日）
- 世界行ってみたらホントはこんなトコだった!?（フジテレビ、2015年3月25日）
- 遠藤憲一の総理が愛した（秘）名店お忍びツアー（テレビ朝日、2015年07月10日）
- 人生が変わる1分間の深イイ話（日本テレビ、2016年1月25日[2時間SP]、2018年6月18日）
- ゴゴスマ -GO GO!Smile!-（TBS、2016年3月15日）
- アナザースカイ（日本テレビ系、2017年3月24日）
- 金曜日くらい褒められたい（BS朝日、2017年4月14日）
- シブヤノオト（NHK、2017年4月23日）
- にじいろジーン（フジテレビ系、2017年4月29日、2018年1月6日）
- 魁!ミュージック（フジテレビ系、2017年5月17日）
- news zero（日本テレビ系、2017年6月2日）
- 新春ドラマツアーズ（フジテレビ、2018年1月5日）
- 全力!脱力タイムズ（フジテレビ、2018年1月26日）
- 家、ついて行ってイイですか?（テレビ東京、2018年2月14日）
- 有吉ゼミ（日本テレビ、2018年2月19日）
- 特別番組 「とにかくネコが好き！！～知英がベルギーネコ祭りに行ってみた～」（AbemaTV、2018年7月15日）
- 逃走中〜大みそかSP〜  (フジテレビ、2024年12月31日)

### 音楽番組
- FNSうたの夏まつり（フジテレビ、2016年7月18日）
- ライブB♪（TBS、2016年8月31日、2017年5月31日）
- 魁!ミュージック（フジテレビ系、2016年9月5日）
- プレミアMelodiX!（テレビ東京、2016年9月6日、2017年5月15日）
- 音楽の日（TBS、2017年7月16日）

### ラジオ番組
- 知英のオールナイトニッポンGOLD（2014年9月12日、ニッポン放送）[41]
- 知英の季節（2015年4月7日 - 2017年3月29日、TOKYO FM）[7]
- 岡田惠和 今宵、ロックバーで〜ドラマな人々の音楽談義〜　第300回（2019年8月4日、NHK-FM）[42]

### CM
- ネスレ日本「キットカット ショコラトリー」（2015年）[43]

### 舞台
- ブロードウェイミュージカル 「スウィート・チャリティ」（2016年9月23日 - 10月2日、天王洲銀河劇場） - 主演・チャリティ 役[10]
- 朗読劇 「ラヴ・レターズ」（2018年6月11日、草月ホール）- メリッサ 役[44]

### イベント
- 東京ガールズコレクション'14 A/W（2014年9月6日、さいたまスーパーアリーナ）[41]
- GirlsAward 2017 S/S（2017年5月3日、国立代々木競技場第一体育館）[45]
- 東京ガールズコレクション'18 S/S（2018年3月31日、横浜アリーナ）[46]

## 書籍

### 写真集
- 知英物語〜生まれたての私〜（2014年11月13日、講談社）[47]
- 美 Gently（2016年6月24日、小学館）[48]
- 知英フォトブック 『THE FIRST STAGE』（2016年9月23日、東京ニュース通信社）

### スタイルブック
- GROW UP!（2015年8月27日、マガジンハウス）[49]

### 雑誌連載
- non-no（2014年12月号 - 2016年5月号、集英社） - レギュラーモデル[5]

## ディスコグラフィー
ソロ活動のみを記載。いずれもJY名義。

### シングル
|   | 発売日         | タイトル                             | レーベル                     | 備考  |
| - | -------------- | ------------------------------------ | ---------------------------- | ----- |
| 1 | 2016年3月16日  | 最後のサヨナラ                       | ソニー・ミュージックレコーズ | [ 9 ] |
| 2 | 2016年8月31日  | 好きな人がいること                   | ソニー・ミュージックレコーズ |       |
| 3 | 2016年12月7日  | フェイク                             | ソニー・ミュージックレコーズ |       |
| 4 | 2016年12月7日  | 恋をしていたこと                     | ソニー・ミュージックレコーズ |       |
| 5 | 2017年12月20日 | Secret Crush〜恋やめられない〜/MY ID | ソニー・ミュージックレコーズ |       |

### アルバム
|   | 発売日        | タイトル              | レーベル                     | 備考 |
| - | ------------- | --------------------- | ---------------------------- | ---- |
| 1 | 2017年5月10日 | Many Faces - 多面性 - | ソニー・ミュージックレコーズ |      |

### ミニ・アルバム
|   | 発売日        | タイトル     | レーベル                     | 備考 |
| - | ------------- | ------------ | ---------------------------- | ---- |
| 1 | 2018年3月28日 | 星が降る前に | ソニー・ミュージックレコーズ |      |

### タイアップ
| 曲名                           | タイアップ                                                                           |
| ------------------------------ | ------------------------------------------------------------------------------------ |
| 最後のサヨナラ                 | 日本テレビドラマ『ヒガンバナ〜警視庁捜査七課〜』主題歌                               |
| RADIO                          | 日本テレビドラマ『ヒガンバナ〜警視庁捜査七課〜』オープニングテーマ                   |
| 好きな人がいること             | フジテレビドラマ『好きな人がいること』主題歌                                         |
| ブギウギ                       | MBS・TBS系ドラマイズム『拝啓、民泊様。』主題歌                                       |
| 女子モドキ                     | フジテレビ木曜劇場『人は見た目が100パーセント』主題歌                                |
| Secret Crush〜恋やめられない〜 | 映画『リベンジgirl』主題歌                                                           |
| MY ID                          | 東海テレビ・フジテレビ系オトナの土ドラ『オーファン・ブラック〜七つの遺伝子〜』主題歌 |
| 涙の理由                       | 映画『私の人生なのに』主題歌                                                         |

## 受賞歴

### 映画
- 2018年度
  - 第10回沖縄国際映画祭 おーきな観客賞 (『レオン』)

### その他
- 2016年度
  - モデルプレス読者が選ぶ ベストアーティストアワード2016 「ネクストアーティスト賞」